# Chlorophonia callophrys
Clorofónia-de-sobrancelha-dourada ou gaturamo-de-sobrancelha-dourada (Chlorophonia callophrys) é uma espécie de ave da família Fringillidae.
Pode ser encontrada nos seguintes países: Costa Rica e Panamá.
Os seus habitats naturais são: regiões subtropicais ou tropicais húmidas de alta altitude.